# Serafim Todorov
Serafim Todorov est un boxeur bulgare né le 6 juillet 1969 à Pechtera. Lors des Jeux olympiques d'Atlanta en 1996, Todorov gagne contre Floyd Mayweather, à cette époque encore amateur, ce qui le fait le dernier à avoir battu le boxeur américain qui est resté invaincu durant toute sa carrière professionnelle.

## Carrière
Médaillé d'argent aux Jeux olympiques d'Atlanta en 1996 dans la catégorie poids plumes, il remporte consécutivement 3 médailles d'or aux championnats du monde (à Sydney en 1991, Tampere en 1993 et Berlin en 1995) et aux championnats d'Europe (à Athènes en 1989, Göteborg en 1991 et Bursa en 1993). Todorov entame une carrière professionnelle en 1998 mais les résultats ne sont pas aussi probants : il se retire des rings en 2003 après seulement 6 combats.

## Parcours auxJeux olympiques
Jeux olympiques d'été de 1992 à Barcelone (poids coqs) :
- Bat John Sem (Papouasie-Nouvelle-Guinée) 11-0
- Bat Joseph Chongo (Zambie) 18-6
- Perd contre Li Gwang-Sik (Corée du Sud) 15-16

 Jeux olympiques d'été de 1996 à Atlanta (poids plumes) :
- Bat Evgeniy Shestakov (Ukraine) 11-4
- Bat Robbie Peden (Australie) 20-8
- Bat Falk Huste (Allemagne) 14-6
- Bat Floyd Mayweather Jr. (États-Unis) 10-9
- Perd contre Somluck Kamsing (Thaïlande) 5-8